# Bulbophyllum trichochlamys
Bulbophyllum trichochlamys là một loài phong lan thuộc chi Bulbophyllum.